# Пабло Іглесіас Турріон
Пабло Мануель Іглесіас Турріон (ісп. Pablo Manuel Iglesias Turrión; нар. 17 жовтня 1978, Мадрид) — іспанський письменник, викладач політології в Університеті Комплутенсе, телеведучий. Лідер партії «Подемос» і коаліції «Унідос-Подемос» («Об'єднані можемо»). У минулому — другий віце-прем'єр і міністр з соціальних прав і порядку 2030 (2020—2021), депутат Європейського парламенту (2014—2015), член Конгресу депутатів Іспанії (2016—2021).

## Життєпис
Син історика, в 1970-х роках — активного учасника ліворадикальної антифранкістської організації «Революційний антифашистський патріотичний фронт». Отримав ім'я Пабло на честь основоположника іспанського соціалізму Пабло Іглесіаса Поссе. Пабло Іглесіас здобув юридичну та політологічну освіта в Університеті Комплутенсе, де також в 2008 році отримав докторський ступінь. Його дисертація присвячена громадянській непокорі як формі боротьби з урядом. Став широко відомий як лівий інтелектуал завдяки регулярній участі в теледебатах і публіцистиці.
Дотримується лівих політичних поглядів, з 14 років був політично активний, входив до Союзу молодих комуністів Іспанії — молодіжної організації КПІ. З 2001 року брав участь в антиглобалістському русі.
У січні 2014 року став співзасновником громадянського руху «Подемос» і очолив його виборчий список на виборах до Європейського парламенту 2014 року.
13 січня 2020 року одержав портфель міністра з соціальних прав і порядку 2020 і посаду другого віце-прем'єра в другому кабінеті Санчеса. Покинув уряд 31 березня 2021 роки для участі у виборах в Асамблею Мадрида, які пройшли 4 травня.

## Особисте життя
Одружений з Іреною Монтеро, міністеркою з питань рівності в другому кабінеті Санчеса.